# Eristalis californica
Eristalis californica is een vliegensoort uit de familie van de zweefvliegen (Syrphidae). De wetenschappelijke naam van de soort werd in 1968 gepubliceerd door Nayar en Cole.